# Pontoise-lès-Noyon
Pontoise-lès-Noyon és un municipi francès, situat al departament de l'Oise i a la regió dels Alts de França. L'any 2007 tenia 470 habitants.

## Demografia

### Població
El 2017 la població de fet de Pontoise-lès-Noyon era de 459 persones, amb un lleuger descens respecte el cens de 2007, que reflectia 470 persones.
La població ha evolucionat segons el següent gràfic:
Habitants censats

### Habitatges
El 2007 hi havia 182 habitatges, 176 eren l'habitatge principal de la família, 4 eren segones residències i 2 estaven desocupats. Tots els 182 habitatges eren cases. Dels 176 habitatges principals, 151 estaven ocupats pels seus propietaris, 23 estaven llogats i ocupats pels llogaters i 2 estaven cedits a títol gratuït; 6 tenien dues cambres, 21 en tenien tres, 47 en tenien quatre i 102 en tenien cinc o més. 132 habitatges disposaven pel capbaix d'una plaça de pàrquing. A 85 habitatges hi havia un automòbil i a 77 n'hi havia dos o més.

### Piràmide de població
La piràmide de població per edats i sexe el 2009 era:
| Homes | Edats   | Dones |
| ----- | ------- | ----- |
| 0     | 95 o +  | 0     |
| 0     | 90 a 94 | 0     |
| 0     | 85 a 89 | 4     |
| 0     | 80 a 84 | 0     |
| 4     | 75 a 79 | 8     |
| 8     | 70 a 74 | 20    |
| 8     | 65 a 69 | 0     |
| 4     | 60 a 64 | 4     |
| 20    | 55 a 59 | 8     |
| 8     | 50 a 54 | 12    |
| 12    | 45 a 49 | 12    |
| 20    | 40 a 44 | 36    |
| 20    | 35 a 39 | 20    |
| 12    | 30 a 34 | 20    |
| 4     | 25 a 29 | 4     |
| 16    | 20 a 24 | 20    |
| 16    | 15 a 19 | 24    |
| 28    | 10 a 14 | 24    |
| 8     | 5 a 9   | 24    |
| 16    | 0 a 4   | 4     |

## Economia
El 2007 la població en edat de treballar era de 316 persones, 218 eren actives i 98 eren inactives. De les 218 persones actives 201 estaven ocupades (110 homes i 91 dones) i 17 estaven aturades (5 homes i 12 dones). De les 98 persones inactives 37 estaven jubilades, 30 estaven estudiant i 31 estaven classificades com a «altres inactius».

### Ingressos
El 2009 a Pontoise-lès-Noyon hi havia 173 unitats fiscals que integraven 471,5 persones, la mediana anual d'ingressos fiscals per persona era de 18.025 €.

### Activitats econòmiques
Dels 10 establiments que hi havia el 2007, 1 era d'una empresa extractiva, 3 d'empreses de construcció, 3 d'empreses de comerç i reparació d'automòbils, 1 d'una empresa de transport, 1 d'una empresa d'hostatgeria i restauració i 1 d'una empresa de serveis.
Dels 4 establiments de servei als particulars que hi havia el 2009, 1 era un taller de reparació d'automòbils i de material agrícola, 1 guixaire pintor, 1 electricista i 1 restaurant.
L'any 2000 a Pontoise-lès-Noyon hi havia 5 explotacions agrícoles.

## Equipaments sanitaris i escolars
El 2009 hi havia una escola elemental integrada dins d'un grup escolar amb les comunes properes formant una escola dispersa.

## Poblacions més properes
El següent diagrama mostra les poblacions més properes.